# 伊萬尼夫卡 (弗拉季伊夫卡市鎮)
47°44′30″N 30°41′37″E / 47.74167°N 30.69361°E
伊萬尼夫卡（烏克蘭語：Іванівка）是位於烏克蘭南部的村莊，由尼古拉耶夫州五一城區的弗拉季伊夫卡市鎮負責管轄。該村始建於1837年，面積1.05平方公里，海拔高度65米，2001年人口400，人口密度每平方公里381人。